# Cladiella australis
Cladiella australis is een zachte koraalsoort uit de familie Alcyoniidae. De koraalsoort komt uit het geslacht Cladiella. Cladiella australis werd in 1936 voor het eerst wetenschappelijk beschreven door Macfadyen. 